# Jiyul Yang
Yang Jung-yoon (hangul: 양정윤; hanja: 梁正允; rr: Yang Jeong-yun; MR: Yang Chŏng-yun; Seul, 30 de junho de 1991), mais conhecida na carreira musical pelo seu nome artístico Jiyul (hangul: 지율; hanja: 祉潏; rr: Ji-yul; MR: Chi-yul), é uma cantora, atriz e apresentadora de televisão sul-coreana. Realizou sua estreia no cenário musical em janeiro de 2011 no grupo feminino Dal Shabet. No mesmo ano, iniciou sua carreira de atriz através de uma participação na série de televisão Dream High.

## Biografia
Jiyul nasceu sob o nome Yang Jung-yoon em 30 de junho de 1991 em Seul, Coreia do Sul. Ela frequentou a Universidade de Mulheres de Dongbuk.

## Carreira

### 2011–13: Início da carreira
Em 3 de janeiro de 2011, Jiyul realizou sua estreia como integrante do grupo feminino Dal Shabet, através do lançamento do single "Supa Dupa Diva", acompanhado de seu extended play homônimo. O grupo realizou sua primeira apresentação no M! Countdown, transmitido pela Mnet em 6 de janeiro. No mês seguinte, juntamente de suas colegas de grupo, Jiyul apareceu no último episódio da série de televisão Dream High. Ainda em 2011, Jiyul tornou-se apresentadora do programa de variedades K-pop 20, que estreou em 3 de novembro de 2011.
Jiyul realizou sua estreia nos cinemas em 2012 através de uma aparição especial no filme Papa, lançado em 2 de fevereiro. Ela retratou Mila, uma das estrelas principais que o personagem de Park Yong-woo, que fugiu para os Estados Unidos. Seu grande primeiro papel principal ocorreu no curta-metragem Her Story. No mesmo ano ela realizou uma aparição especial no filme Wonderful Radio ao lado de suas colegas de grupo. Ela então se tornou concorrente no programa culinário MasterChef Korea Celebrity, que estreou em 22 de fevereiro de 2013.

### 2015–presente: Carreira individual e saída da Happy Face Entertainment
Em julho de 2015, foi revelado que Jiyul iria estrelar a websérie dramática Yotaek, ao lado de Ah Young, sua colega de grupo, e Gao Han-yul, do grupo chinês HIT-5. Em dezembro de 2015, a Happy Face Entertainment anunciou a saída de Jiyul do Dal Shabet após a expiração de seu contrato com a empresa.
Em outubro do ano seguinte, Jiyul assinou contrato com a Jellyfish Entertainment pra seguir sua carreira como atriz. Ela então colaborou com seus colegas de empresa, Seo In-guk, Gugudan, Kim Ye-won, VIXX, Park Jung-ah e Park Yoon-ha, para o lançamento do single "니가 내려와 (Falling)", como parte do projeto Jelly Christmas 2016, lançado em 13 de dezembro de 2016.

## Vida pessoal
Em outubro de 2013, Jiyul sofreu uma lesão no tornozelo, resultando em sua ausência nas apresentações de seu grupo no WAPOP K-Dream Concert (Wow Asia Pop, Korea Dream Concert), realizado em 26 de outubro.

## Discografia

### Colaborações
| Ano  | Título                  | Posições nas paradas | Outros artistas                                                               | Álbum                |
| Ano  | Título                  | KOR Gaon             | Outros artistas                                                               | Álbum                |
| ---- | ----------------------- | -------------------- | ----------------------------------------------------------------------------- | -------------------- |
| 2016 | "Falling" (니가 내려와) | 34                   | Seo In-guk, VIXX, Gugudan, Park Yoon-ha, Park Jung-ah, Kim Gyu-sun, Kim Yewon | Jelly Christmas 2016 |

## Filmografia

### Filmes
| Ano  | Título          | Personagem | Nota(s)           |
| ---- | --------------- | ---------- | ----------------- |
| 2012 | Papa            | Mila       | Aparição especial |
| 2012 | Her Story       | Hanna      | curta-metragem    |
| 2012 | Wonderful Radio | Corby Girl | Aparição especial |

### Séries de televisão
| Ano  | Título            | Personagem   | Emissora      | Nota(s)                    |
| ---- | ----------------- | ------------ | ------------- | -------------------------- |
| 2011 | Dream High        | Aluna        | KBS2          | Aparição especial (ep. 16) |
| 2013 | Fantasy Tower     | Yeon-soo     | tvN           | Papel principal            |
| 2015 | Yotaek            | Goo-ah       | Naver TV Cast | Websérie; papel principal  |
| 2017 | Wednesday 3:30 PM | Ji-yul       | SBS Plus      | Papel de apoio             |
| 2017 | Bravo My Life     | Kim Seo-hyun | SBS           | Papel de apoio             |

### Programas de variedades
| Ano  | Título                     | Emissora | Nota(s)             |
| ---- | -------------------------- | -------- | ------------------- |
| 2011 | K-Pop 20                   | SBS MTV  | Apresentadora       |
| 2011 | Happy Together             | KBS2     | Convidada com Subin |
| 2013 | MasterChef Korea Celebrity | O'live   | Concorrente         |